# Японська велетенська саламандра

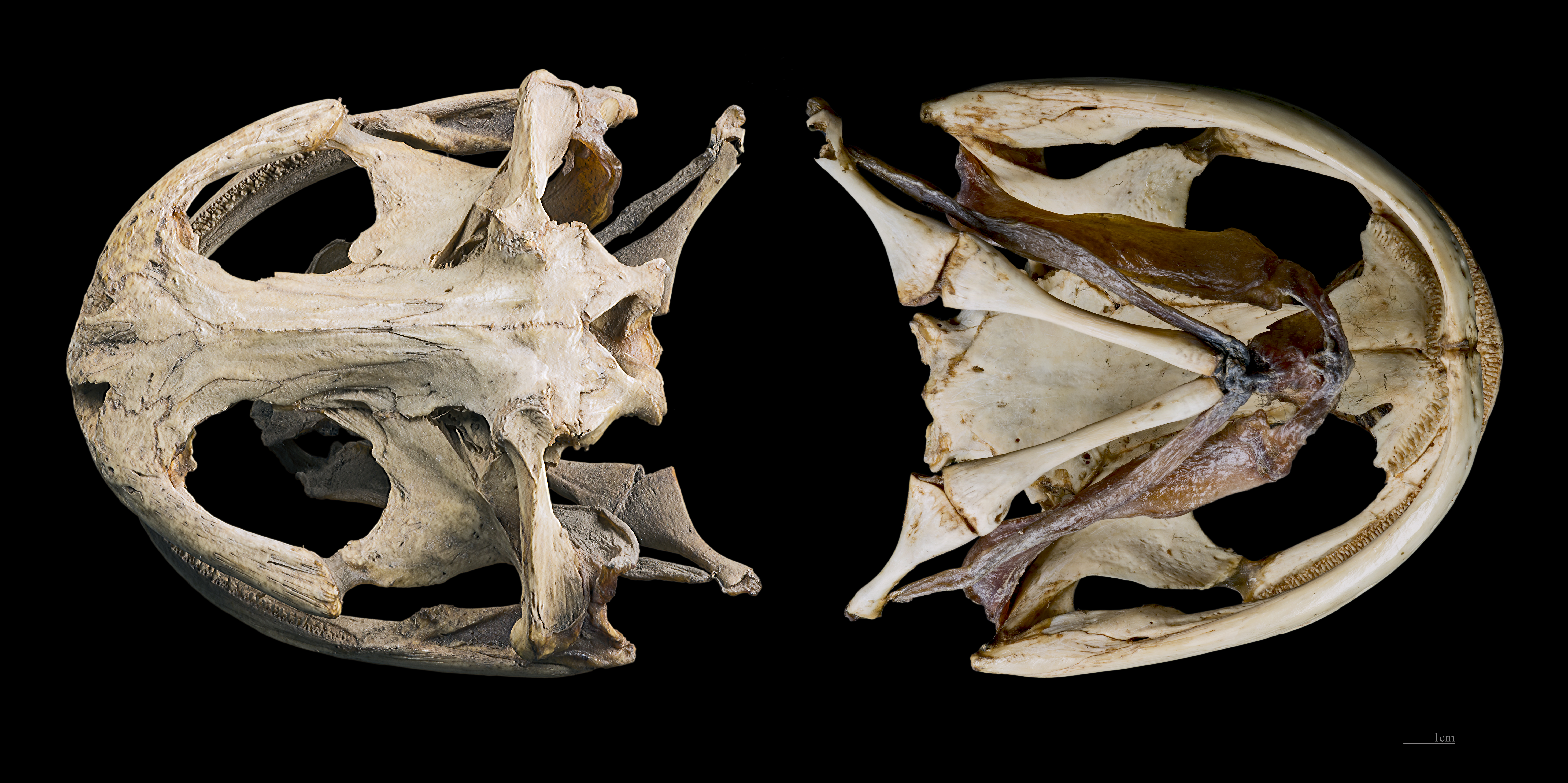
Скелет черепа Японської велетенської саламандри.

Японська велетенська саламандра (Andrias japonicus) — саламандра, поширена у Японії, одна з найбільших саламандр у світі. Має середню довжину близько 1 м, але може досягати довжини до 1,3 м і ваги до 25 кг. Хоча вони мають поганий зір, їх повільний метаболізм і відсутність природних конкурентів в холодній воді, де вони мешкають, дозволяє їм жити дуже довго, зареєстрована максимальна тривалість життя становить 55 років, а оцінена — 80 років.
Японська велетенська саламандра була вперше каталогізована та описана, коли мешканець острова Дезіма в префектурі Наґасакі лікар Філіп Франц фон Зібольд зловив одну саламандру і відправив її в Лейден (Нідерланди) в 1820-х роках.